# Manga Taishō
Manga Taishō (マンガ大賞?) es un premio anual japonés para la industria del manga. Su nombre oficial en inglés es Cartoon Grand Prize. La primera edición data de 2008 y es otorgado por un comité especial integrado exclusivamente por ochenta y nueve empleados de librerías a cargo de la sección de manga de sus locales. Esto diferencia al galardón de otros similares que dependen del juicio de editores y editoriales. El comité busca promover trabajos y autores nuevos, nominando a obras de ocho o menos volúmenes lanzadas un año antes de la premiación.
El sistema se compone de una primera ronda clasificatoria, donde cada miembro del comité elige un máximo de cinco obras, las diez con mayores votos son los nominados.La segunda ronda determina el ganador por votación.
El ganador de la primera entrega fue Gaku - Minna no Yama, obra del mangaka Shinichi Ishizuka, contabilizando un total de 68 puntos obtenidos. Le secunda Yotsuba&! de Kiyohiko Azuma con 49 y en tercer lugar Umimachi Diary 1: Semishigure no Yamugoro de Akimi Yoshida, con 42.

## Ediciones
| Año  | Ganador                                                           | Nominados | Ref.        |
| ---- | ----------------------------------------------------------------- | --- | ----------- |
| 2008 | Gaku - Minna no Yama de Shinichi Ishizuka (68 puntos)             | - Moyashimon: Tales of Agriculture de Masayuki Ishikawa | [ 4 ] [ 3 ] |
| 2009 | Chihayafuru de Yuki Suetsugu (102 puntos)                         | - Uchū Kyōdai (94 puntos) - Sangatsu no Lion de Chika Umino (65 puntos) - Shinya Shokudō de Yarō Abe (47 puntos) - Seishun Shōnen Magazine 1978-1983 de Makoto Kobayashi (46 puntos) - Saint Young Men de Hikaru Nakamura (45 puntos) - Tomehane! Suzuri Kōkō Shodōbu de Katsutoshi Kawai (43 puntos) - Mama ha Tenparist de Akiko Higashimura (36 puntos) - Toriko de Mitsutoshi Shimabukuro (25 puntos) - Yondemasuyo, Azazel-san de Kubo Yasuhisa (15 puntos) | [ 5 ]       |
| 2010 | Thermae Romae de Mari Yamazaki (94 puntos)                        | - Uchū Kyōdai de Chūya Koyama (89 puntos) - Bakuman de Tsugumi Ohba y Takeshi Obata (60 puntos) - I am a Hero de Kengo Hanazawa (55 puntos) - Otoko no Isshō de Keiko Nishi (48 puntos) - Mushi to Uta: Ichikawa Haruko Sakuhin-Shū de Haruko Ichikawa (47 puntos) - Kuragehime de Akiko Higashimura (46 puntos) - Moteki de Mitsurou Kubo (44 puntos) - Kōkō Kyūji Zawa-san de Eriko Mishima (25 puntos) - Aoi Honōo de Kazuhiko Shimamoto (23 puntos) | [ 6 ]       |
| 2011 | Sangatsu no Lion de Chika Umino (75 puntos)                       | - The Bride's Stories de Kaoru Mori (55 puntos) - I am a Hero de Kengo Hanazawa (51 puntos) - Hana no Zubora-Meshi de Masayuki Kusumi y Etsuko Mizusawa (50 puntos) - Un chocolatier de l'amour perdu de Setona Mizushiro (47 puntos) - Sayonara mo Iwazu ni de Kentarō Ueno (42 puntos) - Shingeki no Kyojin de Hajime Isayama (41 puntos) - Kokkoku de Seita Horio (38 puntos) - Mashiro no Oto de Marimo Ragawa (36 puntos) - Drifters de Kouta Hirano (35 puntos) - Don't Cry Girl de Tomoko Yamashita (35 puntos) - Omo ni Naitemasu de Akiko Higashimura (27 puntos) - Saru de Daisuke Igarashi (21 puntos) | [ 7 ]       |
| 2012 | Silver Spoon de Hiromu Arakawa (76 puntos)                        | - Giga Tokyo Toy Box de Ume (61 puntos) - Nobunaga Concerto de Ayumi Ishii (57 puntos) - Shōwa Genroku Rakugo Shinjū de Haruko Kumota (49 puntos) - 25-ji no Bakansu (1 a. m. Vacation) de Haruko Ichikawa de (46 puntos) - Drifters de Kouta Hirano (43 puntos) - Gurazeni de Yūji Moritaka y Keiji Adachi (41 puntos) - I am a Hero de Kengo Hanazawa (40 puntos) - Getenrou de Masakazu Ishiguro (37 puntos) - Takasugi-san-chi no O-Bentou de Nozomi Yanahara (37 puntos) - Hibi Rock de Katsumasa Enokiya (32 puntos) - Flowers of Evil de Shūzō Oshimi (28 puntos) - Shigatsu wa Kimi no Uso de Naoshi Arakawa (27 puntos) - Hōzuki no Reitetsu de Natsumi Eguchi (24 puntos) - Tonari no Seki-kun de Takuma Morishige (12 puntos) | [ 8 ]       |
| 2013 | Umimachi Diary de Akimi Yoshida (89 puntos)                       | - The Bride's Stories de Kaoru Mori (78 puntos) - Ballroom e Yōkoso de Tomo Takeuchi (78 puntos) - Hi Score Girl de Rensuke Oshikiri (62 puntos) - Ore Monogatari!! de Kazune Kawahara (guion) y Aruko (arte) (58 puntos) - Assassination Classroom de Yusei Matsui (40 puntos) - Kui Ryōko Sakuhin-shū: Seven Little Sons of the Dragon de Ryōko Kui (36 puntos) - Ningen Karimen-chū de Taeko Uzugi (35 puntos) - Terra Formars de Yū Sasuga (guion) (29 puntos) - Bokura no Funka-sai de Keigo Shinzō (29 puntos) | [ 9 ]       |
| 2014 | Otoyomegatari de Kaoru Mori (94 puntos)                           | - Boku dake ga Inai Machi de Kei Sanbe (82 puntos) - Sayonara Tama-chan de Kazuyoshi Takeda (66 puntos) - Nanatsu no Taizai de Nakaba Suzuki (59 puntos) - Hikidashi ni Terrarium de Ryōko Kui (54 puntos) - Juuhan Shuttai! de Naoko Matsuda (46 puntos) - One-Punch Man de One (43 puntos) - Ajin de Gamon Sakurai (arte: tomo 1; guion y arte: tomo 2 en adelante) y Tsuina Miura (guion: solo tomo 1) (32 puntos) - Ashizuri Suizokukan de panpanya (31 puntos) - Sakamoto desu ga? de Nami Sano (9 puntos) | [ 10 ]      |
| 2015 | Kakukaku Shikajika de Akiko Higashimura (80 puntos)               | - Kodomo wa Wakatte Agenai de Rettou Tajima (66 puntos) - Koe no Katachi de Yoshitoki Ōima (65 puntos) - Boku Dake ga Inai Machi de Kei Sanbe (57 puntos) - Blue Giant de Shinichi Ishizuka (49 puntos) - Ballroom e Youkoso de Tomo Takeuchi (40 puntos) - Innocent de Shinichi Sakamoto (38 puntos) - Boku no Hero Academia de Kouhei Horikoshi (36 puntos) - Ousama-tachi no Viking de Makoto Fukami (35 puntos) - Kasane de Daruma Matsuura (30 puntos) - Gekkan Shōjo Nozaki-kun de Izumi Tsubaki (28 puntos) - Mahoutsukai no Yome de Kore Yamazaki (20 puntos) - Houseki no Kuni de Haruko Ichikawa (18 puntos) - Dormitory Tomkins de Fumiko Takano (8 puntos)                                                                   | [ 11 ]      |
| 2016 | Golden Kamuy de Satoru Noda (91 puntos)                           | - Dungeon Meshi de Ryōko Kui (78 puntos) - Blue Giant de Shinichi Ishizuka (68 puntos) - Boku Dake ga Inai Machi de Kei Sanbe (55 puntos) - Hyakumanjou Labyrinth de Takamichi (49 puntos) - Nami yo Kiitekure de Hiroaki Samura (43 puntos) - Koi wa Ameagari no You ni de Jun Mayuzuki (42 puntos) - Machida-kun no Sekai de Yuki Andou (38 puntos) - Tokyo Tarareba-Jou de Akiko Higashimura (29 puntos) - Okazaki ni Sasagu de Saho Yamamoto (28 puntos) - Tonkatsu DJ Agetarou de Epyao (guion) y Yuujirou Koyama (guion y arte) (25 puntos) | [ 12 ]      |
| 2017 | Hibiki: Shōsetsuka ni Naru Hōhō de Mitsuharu Yanamoto (67 puntos) | - Kin no Kuni Mizu no Kuni de Nao Iwamoto (64 puntos) - Dungeon Meshi de Ryōko Kui (63 puntos) - Aoashi de Naohiko Ueno (60 puntos) - Nami yo Kiitekure de Hiroaki Samura (48 puntos) - Yakusoku no Neverland de Kaiu Shirai, Posuka Demizu (43 puntos) - Golden Gold de Seita Horio (42 puntos) - Fire Punch de Tatsuki Fujimoto (37 puntos) - Hi Score Girl de Rensuke Oshikiri (33 puntos) - Karakai Jōzu no Takagi-san de Sōichirō Yamamoto (30 puntos) - Watashi no Shōnen de Hitomi Takano (20 puntos) - Tokyo Tarareba Musume de Akiko Higashimura (18 puntos) - Kūtei Dragons' de Taku Kuwabara (9 puntos) | [ 13 ]      |
| 2018 | Beastars de Paru Itagaki (78 puntos)                              | - Warera Contactee de Rui Morita (68 puntos) - Nagi no Oitoma de Misato Konari (56 puntos) - Dungeon Meshi de Ryōko Kui (52 puntos) - Fumetsu no Anata e de Yoshitoki Ōima (47 puntos) - Runway de Waratte de Kotoba Inoya (46 puntos) - Tongari Bōshi no Atelier de Kamome Shirahama (42 puntos) - Made in Abyss de Akihito Tsukushi (40 puntos) - Eizōken ni wa Te o Dasu na! de Sumito Ōwara (38 puntos) - Eiga Daisuki Pompo-san de Shogo Sugitani (28 puntos) - Yakusoku no Neverland de Kaiu Shirai, Posuka Demizu (26 puntos) - Golden Gold de Seita Horio (13 puntos) | [ 14 ]      |
| 2019 | Kanata no Astra de Kenta Shinohara (94 puntos)                    | - Mystery to Iu Nakare de Yumi Tamura (78 puntos) - The Blue Period de Tsubasa Yamaguchi (73 puntos) - Ikoku Nikki de Tomoko Yamashita (45 puntos) - Sazan to Suisei no Shōjo de Yuriko Akase (41 puntos) - Hokuhokusei ni Kumo to Ike de Aki Irie (40 puntos) - Kongōji-san wa Mendōkusai de Minoru Toyoda (39 puntos) - Metamorphose no Engawa de Kaori Tsurutani (38 puntos) - Hakumei to Mikochi de Takuto Kashiki (33 puntos) - Nagi no Oitoma de Misato Konari (25 puntos) - Dungeon Meshi de Ryōko Kui (23 puntos) - Golden Gold de Seita Horio (22 puntos) - 1122' de Peko Watanabe (19 puntos) | [ 15 ]      |